# Shirley Dinsdale
Shirley Dinsdale Layburn plus connue sous son nom de jeune fille Shirley Dinsdale est une ventriloque américaine et une personnalité de la télévision et de la radio des années 1940 et du début des années 1950.
On se souvient surtout d'elle pour sa marionnette "Judy Splinters" et pour l'émission de télévision pour enfants de 15 minutes qui porte ce nom. En 1949, elle reçoit le premier Emmy Award (premier prix de la première présentation) pour la meilleure personnalité de la télévision alors qu'elle est encore étudiante à l'Université de Californie à Los Angeles.

## Biographie

### Enfance et formations
Shirley Dinsdale est née à San Francisco, en Californie, le  31 octobre 1926. Après avoir été gravement brûlée lors d'un accident ménager alors qu'elle avait 5 ans, son père, qui fabriquait des mannequins pour les grands magasins, lui  donne une poupée de ventriloque pour sa guérison. Cette poupée, qu'elle a nommée Judy Splinters, l'inspire et lui permet de se faire une place à la radio. Lawrence Johnson, un ventriloque, l'aide à améliorer son talent naturel pour lancer sa voix.
Dinsdale est une élève brillante. Elle fréquente la Drew School de San Francisco. À 16 ans, elle reçoit une mention d'honneur du gouvernement des États-Unis pour sa promotion des bons de guerre. Pendant la guerre, elle est  présidente des étudiants pour les écoles de Californie du Sud en guerre,.

## Carrière

### A la radio
Shirley Dinsdale fait ses débuts à la radio en 1941 avec Judy in Wonderland sur KGO à San Francisco. L'émission est ensuite transférée sur KPO à San Francisco.
En 1942, elle et sa famille déménagent à Los Angeles et on lui donne une place dans l'émission d'Eddie Cantor. Elle est qualifiée de " découverte la plus rafraîchissante de la radio depuis des années". Après une saison réussie dans l'émission Electric Hour de Nelson Eddy sur CBS en 1945, elle commence  une tournée de près de 11 mois, au cours de laquelle elle rend visite aux patients des hôpitaux militaires sous les auspices des United Service Organizations et participe à plus de 500 USO Shows pendant cette période,.

### Télévision
Pendant la Seconde Guerre mondiale, elle est un membre actif du Hollywood Victory Committee. Après la guerre, elle a fait son entrée dans l'industrie naissante de la télévision sur KTLA  en faisant des annonces d'émissions, des vœux d'anniversaire et de petits spots. Ces spots, bien qu'ils ne sont remarqués au départ, lui ont valu la reconnaissance de la critique et un Emmy Award (Le prix a été remis conjointement à elle et à sa marionnette).
Après avoir reçu le prix, Shirley Dinsdale obtient sa propre émission hebdomadaire pour enfants intitulée simplement Judy Splinters, qui est diffusée du 13 juin 1949 au 30 juin 1950 sur NBC. Elle est également diffusée sur KNBH à Los Angeles, dans le Midwest et dans l'Est via Kinescope.

## Carrière post-ventriloquie
En 1953, elle entame la deuxième phase de sa vie : elle se retire du show-business, se marie et a deux enfants. Elle restera mariée jusqu'à sa mort.
En 1970, Shirley Dinsdale s'inscrit à l'université d'État de New York à Stony Brook pour étudier la thérapie respiratoire et cardio-pulmonaire. Elle obtient son diplôme en 1972. Après cela, elle dirige le service de thérapie respiratoire du John T. Mather Memorial Hospital de Port Jefferson, dans l'État de New York, de 1973 jusqu'à sa seconde retraite en 1986.
Elle décède d'un cancer le 9 mai 1999 à son domicile de Stony Brook.